# Tribunal Regional Eleitoral do Maranhão
O Tribunal Regional Eleitoral do Maranhão (TRE-MA) é a segunda instância do Poder judiciário, em sua competência eleitoral, no estado brasileiro do Maranhão.
Em 2024 o Tribunal Regional Eleitoral do Maranhão administrava um eleitorado de 5.180.738 cidadãos, distribuídos em 217 municípios. Sua estrutura organizacional abrange 105 zonas eleitorais, com 17.275 seções eleitorais instaladas em 5.823 locais de votação, garantindo o exercício democrático em todo o estado.

## História

### Histórico eleitoral Brasileiro
A história eleitoral brasileira remonta a 1821, quando ocorreram as primeiras eleições gerais para as Cortes Gerais de Lisboa, origem da primeira Carta Constitucional da monarquia portuguesa. Nessa eleição participaram eleitores de Portugal, Algarve e do Brasil.
Durante o Império, fraudes como adulteração de atas e manipulação de votos eram comuns, cenário que persistiram também na República até 1930, com práticas como o voto de cabresto.
A Revolução de 1930 trouxe reformas, como o Código Eleitoral de 1932, que instituiu o voto feminino (restrito a mulheres solteiras, viúvas, separadas ou casadas com renda própria), estabeleceu a idade mínima de 21 anos e vetou o alistamento de analfabetos, mendigos, militares e religiosos vinculados a voto de obediência.

### Tribunal Regional Eleitoral do Maranhão
No Maranhão, sob intervenção federal desde 1931, o Tribunal Regional Eleitoral foi instalado em 21 de outubro de 1932, na sede do Superior Tribunal de Justiça, sob presidência do Desembargador Alberto Correia Lima. Posteriormente fora eleito para Vice-presidente o Desembargador Joaquim Teixeira Júnior e para Procurador o Dr. Romualdo Crepory Barroso Franco. Ficaram encarregados da divisão do território estadual em zonas eleitorais os Juízes Araújo Castro e João Vieira.
O Tribunal fixou sede em 4 de novembro de 1932 na Rua Oswaldo Cruz, n° 610, funcionando em dias úteis das 11 às 16 horas.
Em 1934, a Constituição Federal regulamentou a Justiça Eleitoral, enquanto o Maranhão destacou-se ao nomear Noca Santos como a segunda prefeita da história do Brasil (São João dos Patos, 1934). Contudo, em 1937, a Justiça Eleitoral foi extinta pelo Estado Novo, regime centralizador de Vargas, que reduziu a idade eleitoral para 18 anos, mas manteve restrições a analfabetos e militares ativos.
Após a Segunda Guerra Mundial, no dia 6 de junho de 1945, o TRE-MA foi reinstalado durante a redemocratização, com solenidade no Tribunal de Apelação, sob chefia de Costa Fernandes. O contexto bélico reforçou o alinhamento do Brasil aos Aliados, com participação da Força Expedicionária Brasileira (FEB) na Campanha da Itália.

#### Incêndio de 1951
Em 1951, um incêndio destruiu a sede do Tribunal na Rua Aluísio Azevedo, comprometendo documentos e estrutura física. Apesar do revés, a instituição manteve seu papel fundamental na consolidação democrática, superando desafios históricos desde sua gênese até a modernidade.

### Memorial da Justiça Eleitoral do Maranhão
Instituído pela Resolução n° 9.026/2016 e inaugurado pelo então presidente do TRE-MA, Desembargador Lourival Serejo, o Centro de Memória Desembargador Mílson Coutinho está sediado no térreo do prédio do Tribunal (Av. Senador Vitorino Freire, Areinha, São Luís). Sua finalidade é preservar, organizar e divulgar a história da Justiça Eleitoral no Maranhão, reforçando o compromisso da corte com a valorização do passado como parte essencial de sua gestão estratégica e identidade institucional.

## Composição do Tribunal
| Cargo                         | Membro Titular                           |
| ----------------------------- | ---------------------------------------- |
| Presidente                    | Des. Paulo Sérgio Velten Pereira         |
| Vice-Presidente / Corregedora | Des. Maria Francisca Gualberto de Galiza |